# Charles Geschke

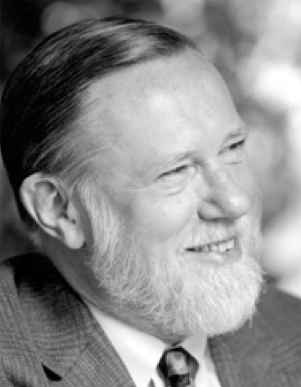
Charles Geschke (2015)

Charles „Chuck“  Matthew Geschke (* 11. September 1939 in Cleveland, Ohio; † 16. April 2021 in Los Altos, Kalifornien)  war ein US-amerikanischer Softwareentwickler und Unternehmer. Zusammen mit John E. Warnock gründete er 1982 Adobe.

## Werdegang
Geschke studierte an der Xavier University und schloss mit dem Bachelor in klassischen Sprachen 1962 und dem Master in Mathematik 1963 ab. 1972 wurde er an der Carnegie Mellon University in Informatik promoviert. Von 1963 bis 1968 war er Instructor für Mathematik an der John Carroll University. Ab 1972 war er am Xerox-PARC-Forschungszentrum in Palo Alto, wo er leitender Wissenschaftler wurde. 1978 gründete er dort das Imaging Sciences Laboratory für Informatik, Bildverarbeitung, Computergraphik und Optik, das er von 1980 bis 1987 leitete. Mit seinem langjährigen Forscherkollegen John Warnock entwickelten sie dort die Seitenbeschreibungssprache Interpress, aus der später PostScript wurde. Da sie das Management von Xerox nicht davon überzeugen konnten, die Software weiterzuentwickeln, gründeten sie 1982 eine eigene Firma: Adobe Systems. Mit dem Aufkommen der Personal Computer und Laserdrucker Anfang der 1980er Jahre (speziell von Apple mit dem LaserWriter 1985) brachten sie auf Basis von PostScript das erste Desktop-Publishing-System auf den Markt. Von 1987 bis 1994 war er CEO und von 1989 bis 2000 Präsident von Adobe sowie 1997 bis 2017 Vorstand des Aufsichtsrats. Danach blieb er bis April 2020 Aufsichtsratsmitglied.
Er war Fellow der ACM (1999), der Mathematical Association of America und der National Academy of Engineering (1995). 2010 erhielt er mit Warnock den Marconi-Preis und 2008 den Computer Entrepreneur Award der IEEE Computer Society. 2009 erhielt er die National Medal of Technology. Er ist Ehrendoktor der John Carroll University. 2002 wurde er Fellow des Computer History Museum.
Zusammen mit seinem Weggefährten John Warnock und anderen erhielt er 1989 den ACM Software System Award für die Entwicklung von PostScript. Zudem wurde er 2008 gemeinsam mit Warnock in die American Academy of Arts and Sciences gewählt. Er wurde 2012 als gewähltes Mitglied in die American Philosophical Society aufgenommen.
Geschke war seit 1964 verheiratet und hatte drei Kinder. Er starb im April 2021 im Alter von 81 Jahren.

“Don’t be afraid. Take a risk. Focus on the people which are going to help you achieve what you want to achieve, because you're not going to do it alone.”

„Hab keine Angst. Geh ein Risiko ein. Konzentriere dich auf die Menschen, die dir helfen werden, das zu erreichen, was du erreichen willst, denn du wirst es nicht alleine schaffen.“

## Entführung
Am 26. Mai 1992 wurde er auf dem Parkplatz von Adobe in Mountain View von zwei bewaffneten Männern entführt und am 31. Mai vom FBI befreit, nachdem ein Verdächtiger mit Lösegeld ertappt worden war und bei der Polizei ausgesagt hatte. Die beiden Entführer wurden zu lebenslangen Haftstrafen verurteilt.